# 169
Den här artikeln handlar om året 169. För andra betydelser, se 169 (olika betydelser).
169 (CLXIX) var ett normalår som började en lördag i den julianska kalendern.

## Händelser

### Okänt datum
- Det andra markomannerkriget utbryter. Germanska stammar väller in över Romarrikets gränser, särskilt i provinserna Raetien och Moesia.
- Nordafrikanska morer invaderar nuvarande Spanien.
- Marcus Aurelius blir ensam romersk kejsare, när Lucius Verus dör.
- Alypius efterträds som patriark av Konstantinopel av Publius Helvius PertinaxPertinax.
- Theofilus blir patriark av Antiochia.
- Lukianos demonstrerar fatalismens absurditet.

## Avlidna
- Januari – Lucius Verus, romersk kejsare sedan 161 (död i Altinum)